# Karl
För andra betydelser, se Karl (olika betydelser).
Karl eller Carl är ett mansnamn med urgermanskt ursprung,  som förekommer i nordiska språk och på tyska. På engelska och franska motsvaras det av Charles, och motsvarigheter förekommer även i andra språk. Namnet är identiskt med substantivet karl, i betydelsen ”fri man”. Många kungligheter har burit namnet Karl och dess motsvarigheter, däribland många svenska kungar och prinsar. Karl är också ett av de vanligaste svenska namnen.

## Namnet i svenskan
Karl finns belagt på flera runstenar från vikingatiden, till exempel på ÖG 234 i Östergötland där det står: Karl reste denna sten efter Asmund, sin broder. Den franska och engelska motsvarigheten är Charles, som ursprungligen kommer av det germanska namnet. 
Namnet hör till de allra vanligaste svenska mansnamnen. Stavningen Karl är det tredje vanligaste mansnamnet i Sverige och bars den 31 december 2006 av 221 073 personer, varav 65 794 hade det som tilltalsnamn. Stavningen Carl är det 15:e vanligaste mansnamnet i Sverige och bars den 31 december 2006 av 120 028 personer, varav 25 093 hade det som tilltalsnamn. Andra varianter är Kalle och Calle.
År 2003 fick 5 614 pojkar namnet, varav 622 fick det som tilltalsnamn. Namnet förekommer också i flera dubbelnamn som Carl-Johan, Karl-Axel, etc. Dubbelnamnen kan skrivas med eller utan bindestreck.
Namnsdag: 28 januari, vilket ursprungligen är Karl den stores minnesdag. I den moderna svenska almanackan (från 1986) delas namnsdagen med Karla. I den finlandssvenska namnsdagslängden har Karl namnsdag 28 januari sedan 1929, då en egen namnsdagskalender togs i bruk för finlandssvenskar och Kalle sedan 2015.

### Andra betydelser
- I nordisk mytologi den förste av fria bönder, avlad av Rig och även ett namn på Oden.[3]
- En latiniserad version av det nordiska namnet i yngre tider är Carolus. Det har även använts i namnet Carolus Magnus för Karl den store[4],

## Motsvarade namn på andra språk
Namnet Karl har motsvarigheter på många andra språk. På de övriga nordiska språken och på tyska är formen densamma som på svenska. På finska är den normala formen Kaarle. På engelska och franska är namnet Charles (vilket uttalas olika), på spanska och portugisiska Carlos, på katalanska Carles, på italienska Carlo, på rumänska Carol, på polska Karol, på litauiska Karolis, på tjeckiska Karel och på ungerska Károly. Alla dessa former brukar översättas till Karl när de burits av framlidna kungligheter.

## Bärare

### Kungligheter och furstar
- Många regenter och prinsar, däribland Sveriges nuvarande kung Carl XVI Gustaf – för fler exempel, se Lista över regenter med namnet Karl
- Karl av Preussen (1801-1883)
- Karl av Glücksburg (1813-1878), hertig av Glücksburg och bror till Kristian IX av Danmark
- Karl Edvard Stuart "Bonnie prince Charles", jakobitisk tronpretendent
- Karl Ludvig av Baden (1755-1801), badensisk arvprins
- Karl av Bayern (1795-1875), bayersk prins och fältmarskalk
- Karl Alexander av Lothringen (1712-1780), prins av Lothringen
- Karl av Mecklenburg (1785-1837), mecklenburgsk hertig och preussisk militär
- Karl av Österrike-Teschen (1771-1847), militär och ärkehertig av Österrike

### Svenska statsministrar
- Carl Bildt, politiker och diplomat, statsminister 1991–1994
- Carl Gustaf Ekman, tidningsman och politiker, statsminister 1926–1928 och 1930–1932
- Karl Staaff, advokat och politiker, statsminister 1905–1906 och 1911–1914
- Carl Swartz, företagsledare och politiker, statsminister 1917
- Carl Johan Thyselius, jurist och ämbetsman, statsminister 1883–1884

### Övriga personer med namnet Karl eller Carl
- Karl (båt), biskop i Linköping
- Karl Döve, svensk jarl
- Karl Friedrich Abel,  tysk tonsättare
- Carl-Axel Acking, arkitekt och formgivare
- Carl Adolph Agardh, svensk teolog och botaniker, biskop, ledamot av Svenska Akademien
- Carl Jonas Love Almqvist, författare
- Carl Albert Anderson, politiker (S)
- Carl D. Anderson, amerikansk experimentalfysiker, mottagare av Nobelpriset i fysik 1936
- Carl Axel Arrhenius, svensk kemist
- Carl Philipp Emanuel Bach, tysk tonsättare
- Karl Backman, svensk konstnär, musiker
- Carl Barks, amerikansk serieskapare
- Karl Barth, schweizisk teolog
- Carl Michael Bellman, poet och vissångare
- Carl Benz, tysk ingenjör och biltillverkare
- Carl Johan Bergman, svensk skidskytt
- Carl Bertilsson, gymnast, OS-guld i lag 1908
- Carl Bildt (1850-1931), diplomat, ledamot av Svenska Akademien
- Carl Bonde (1872-1957), militär, dressyrryttare, OS-guld 1912
- Carl Bosch, tysk kemist, ingenjör och företagsledare, mottagare av Nobelpriset i kemi 1931
- Karl Brandt, Adolf Hitlers personlige eskortläkare och chef för Nazitysklands eutanasiprogram
- Karl Böhm, österrikisk dirigent
- Karl Carstens, västtysk förbundspresident
- Karl Dyall, svensk dansare, skådespelare
- Karl Dönitz, tysk sjömilitär och Nazitysklands rikspresident från den 30 april till den 23 maj 1945
- Karl Engelbrektson, generalmajor, arméchef
- Carl von Essen den yngre, svensk fäktare, OS-guld 1976
- Karl Fazer, finländsk konditor, grundare av Fazer
- Carl August Fleischer, norsk jurist
- Carl Wilhelm Folcker, militär och gymnast, OS-guld i lag 1908
- Carl von Friesen, svensk skolman och politiker
- Karl Frithiofson, landshövding i Skaraborgs län
- Carl Friedrich Gauss, tysk matematiker, naturvetare och uppfinnare
- Karl Gerhard, svensk revyartist, teaterdirektör och författare.
- Karl Ragnar Gierow, svensk regissör, författare och översättare, ledamot av Svenska Akademien
- Carl Jan Granqvist, svensk krögare
- Karl Gustavsson Stenbock, svensk friherre, ståthållare, fältmarskalk och riksråd
- Carl I. Hagen, norsk politiker
- Carl Hamilton (diplomat)
- Carl Hamilton (författare)
- Carl B. Hamilton, svensk friherre, ekonom och riksdagsledamot
- Carl Bastiat Hamilton, svensk greve, politiker och generalmajor
- Carl E. Helgesson, allroundidrottsman
- Carl Fredrik Hill, svensk konstnär
- Carl Holmberg (gymnast), OS-guld i lag 1908
- Carl Hårleman (friidrottare), militär, försäkringstjänsteman, gymnast, friidrottare och idrottsledare, OS-guld i laggymnastik 1908
- Carl Ifvarsson, politiker
- Karl Jaspers, tysk filosof och psykiater
- Carl Edvard Johansson, svensk ingenjör, uppfinnare
- Carl Gustaf Jung, tysk psykiater
- Carl Kjellgren, skådespelare
- Karl Ove Knausgård, norsk författare
- Karl Kristiernsson (Vasa), svenskt riksråd
- Karl Lagerfeld, tysk modeskapare
- Carl Larsson, svensk konstnär
- Karl Larsson (frälsningssoldat)
- Karl Larsson (konstnär)
- Carl G. Laurin, konsthistoriker, pedagog
- Carl Gustaf Lewenhaupt (ryttare), militär, OS-brons i banhoppning 1920
- Karl Levinson, konsultativt statsråd, landshövding i Stockholms län
- Carl Johan Lind ("Massa"), släggkastare
- Carl von Linné, svensk botaniker, läkare, geolog, pedagog och zoolog
- Karl Magnusson (biskop), biskop i Linköping
- Karl Magnusson (Eka), svensk riddare och riksråd
- Karl Malden, amerikansk skådespelare
- Karl Martell, merovingernas major domus
- Karl Marx, tysk författare, journalist, sociolog, nationalekonom, historiker och filosof
- Carl Mattsson, vid sin död Sveriges äldste man genom tiderna
- Carl Milles, skulptör
- Karl Nehammer, österrikisk politiker (ÖVP), förbundskansler
- Carl Nielsen, dansk tonsättare
- Carl Martin Norberg, gymnast, OS-guld i lag 1908
- Carl Gustaf Nordin, biskop, ledamot av Svenska Akademien
- Karl Nordström, konstnär
- Carl Rupert Nyblom, ledamot av Svenska Akademien
- Carl-Adam Nycop, journalist, chefredaktör, en av grundarna av Expressen.
- Carl Orff, tysk tonsättare
- Carl von Ossietzky, tysk journalist och mottagare av Nobels fredspris 1935
- Carl Persson (jurist), rikspolischef, landshövding
- Karl Popper, tysk politisk filosof
- Karl Renner, österrikisk politiker, förbundskansler 1945-1945, förbundspresident 1945-1950
- Carl Rudbeck, litteraturvetare, kritiker och skribent
- Karl Georg Samuelsson, landshövding i Västerbottens län
- Carl Sandburg, amerikansk poet
- Karl Scheurer, schweizisk politiker
- Karl Schiller (politiker), tysk ekonom och politiker (SPD)
- Karl Schmidt-Rottluff, tysk konstnär
- Carl Schmiterlöw, svensk farmakolog
- Carl Stamitz, tysk kompositör
- Carl Stenborg, operasångare
- Carl Vilhelm August Strandberg, poet, ledamot av Svenska Akademien
- Carl Tersmeden, amiral, memoarförfattare
- Carl Tham, svensk samhällsdebattör och politiker
- Karl Ulfsson till Ulvåsa, son till heliga Birgitta
- Karl Ulfsson (Sparre av Tofta), svensk medeltida storman
- Karl Vennberg, författare, litteraturkritiker och kulturchef
- Carl Maria von Weber, tysk kompositör
- Karl Weierstrass, tysk matematiker
- Carl Westergren, brottare, OS-guld 1920, 1924 och 1932
- Karl Eilert Wiik, norsk skådespelare
- Carl Wilson, amerikansk musiker

### Personer med sammansättning av namnet Karl eller Carl
- Karl-Åke Asph, svensk längdskidåkare
- Karl-Birger Blomdahl, svensk tonsättare
- Carl-Axel Christiernsson, svensk häcklöpare
- Karl-Ewert Christenson, svensk revy- och sångtextförfattare, sångare och skådespelare
- Carl-Axel Dominique, pianist
- Carl-Henrik (C.-H.) Hermansson, svensk politiker (kommunist), ordförande i SKP/VPK och politices magister
- Carl-Gustaf Lindstedt, svensk skådespelare
- Karl-Erik Nilsson, brottare, OS-guld 1948, OS-brons 1952 och 1956
- Karl-Uno Olofsson, svensk medeldistanslöpare
- Carl-Johan Ryner, svensk bangolfspelare
- Carl-Uno Sjöblom, svensk programledare
- Karl-Gustaf Vingqvist, gymnast, OS-guld 1908
- Carl-Gunnar Åhlén, musikjournalist och musikvetare
- Carl-Göran Öberg ("Lill-Stöveln"), svensk ishockeyspelare

### Fiktiva personer med förnamnet Karl/Kalle
- Kalle, figur i den tecknade serien Kalle och Hobbe av Bill Watterson
- Kalle & Kaspar, två fiktiva figurer, skapade av de svenska författarna Anders Jacobsson och Sören Olsson
- Kalle Anka, tecknad figur från Disney
- Kalle Blomkvist, figur i Astrid Lindgrens barnboksserie som inleds med Mästerdetektiven Blomkvist från 1946
- Kalle Spann, huvudfigur i Roald Dahls brittiska barnbok Kalle och chokladfabriken från 1964
- Kalle Stropp, en gräshoppa som tillsammans med Grodan Boll är huvudfigur i Thomas Funcks sagovärld som först presenterade i radio 1949
- Kalle Utter, en Uppsalastudent som förekommer i August Blanches Hyrkuskens berättelser från 1860-talet
- Karl, tecknad figur i Charles M. Schulz' dagspresserie Snobben (engelska: Peanuts)
- Karl Ludvig, en central figur utan efternamn i Birger Sjöbergs roman Kvartetten som sprängdes från 1924
- Carl Hamilton, en litterär figur skapad av Jan Guillou. Hamilton är svensk adelsman,  kommendörkapten och sedermera viceamiral i flottan, underrättelseofficer och attackdykare i flottan samt hjälten i de tretton böckerna i Hamilton-serien
- Carl "CJ" Johnson, cynisk huvudkaraktär i datorspelet Grand Theft Auto San Andreas
- Karl-Bertil Jonsson, tecknad huvudroll i Per Åhlins film Sagan om Karl-Bertil Jonssons julafton från 1975, som bygger på en berättelse av Tage Danielsson
- Karl Oskar Nilsson, huvudperson i Vilhelm Mobergs romansvit som inleds med Utvandrarna 1949
- Karl Stromberg, huvudskurken i Bondfilmen,  Älskade spion  , från 1977